# Марьина Роща (Краснодарский край)
Ма́рьина Ро́ща — село в Краснодарском крае. Входит в состав Кабардинского сельского округа муниципального образования город-курорт Геленджик. 

## География
Селение расположено у северной окраины города Геленджик, в 8 км к востоку от центра сельского округа — Кабардинка. 
На востоке, над селением возвышвется гора Плоская (762 м). Средние высоты на территории населённого пункта составляют 316 метров над уровнем моря. 

## История
Первые упоминания об этом населенном пункте относится к 1904 году и связано со строительством одноклассного училища в пригороде города Геленджик. 
К 1917 году деревня Марьина Роща входила в состав Новороссийского округа Черноморской губернии. 
На 26 января 1923 года Марьина Роща как хутор входил в состав Геленджикского района Черноморского округа. 
В 1934-1937 годах Марьина Роща находилась в составе Кабардинского сельского Совета Геленджикского района Азово-Черноморского края. 
В 1937-1964 годах село Марьина Роща находился в составе Кабардинского сельского Совета Геленджикского района Краснодарского края. 
В 1964-1968 годах село Марьина Роща находился в составе Кабардинского поселкового Совета Геленджикского горсовета Краснодарского края. 
С 10 марта 2004 года село входит в состав Кабардинского сельского округа муниципального образования город-курорт Геленджик Краснодарского края. 

## Население
| 2002 | 2010  |
| ---- | ----- |
| 1483 | ↗1737 |

## Достопримечательности
- Частная галерея декоративно-прикладного искусства «Золотая соломка», открытая в 2012 году, представляет художественные произведения и поделки из соломы, бересты и ракушек[4].